# Julien Delhoste
Julien Delhoste  (Perpinyà, 24 de febrer del 1818 - 27 de setembre del 1896) va ser un religiós, musicògraf  i escriptor rossellonès.

## Biografia
Va ser ordenat sacerdot al juny del 1842. Nomenat vicari de la catedral de Sant Joan Baptista de Perpinyà, romangué en el càrrec durant tres dècades, compaginant la tasca amb les de mestre de capella i organista. Tenia la consideració de canonge honorari, i també exercia de professor de cant eclesiàstic. A l'octubre del 1871 esdevingué capellà de l'hospital militar de Perpinyà, i ja no es mogué d'aquesta destinació fins al traspàs, vint-i-cinc anys més tard. El 1860 havia estat nomenat arxiver de la Junta de la Societat Agrícola, Científica i Literària dels Pirineus Orientals, i fins al 1874 col·laborà regularment al Butlletí i a les activitats de l'entitat.
El seu nebot Jean-Baptiste Delhoste (1846-1919) va ser fundador i president del sindicat de jardiners de Perpinyà, el primer de França.

## Obres
- «De la musique religieuse». Bulletin de la Société Agricole, Scientifique et Littéraire des Pyrénées-Orientales, nº21, 1874, pàg. 305-393.
- «Histoire de l'harmonie religieuse aux XVe et XVIe siècles en Roussillon». Société Agricole, Scientifique et Littéraire des Pyrénées-Orientales, nº 17, 1868, pàg. 61-69.
- «Le manuscrit de la prose de Montpellier ou chant du dernier jour». Société Agricole, Scientifique et Littéraire des Pyrénées-Orientales, nº 22, 1874-75, pàg. 460-503.
- Noëls catalans (plain-chant du XVe siècle).  Perpinyà: Imp. de J.-B. Alzine, 1866. Extret de  «Noëls catalans». Bulletin de la Société Agricole, Scientifique et Littéraire des Pyrénées-Orientales, nº 14, 1862, pàg. 174-185.
- «Notice sur le blé». Bulletin de la Société Agricole, Scientifique et Littéraire des Pyrénées-Orientales, nº 11, 1856, pàg. 472-476.
- Principes élémentaires de plain-chant, à l'usage des séminaires, écoles normales, maîtrises, etc.).  Perpinyà: Imp. de J.-B. Alzine, 1866.
- «Une procession au XVe siècle [de saint Gaudéric]». Société Agricole, Scientifique et Littéraire des Pyrénées-Orientales, nº 13, 1863, pàg. 125-128.
- «Rapport sur l'exposition florale et maraichère du concours régional de Perpignan (Mai 1862)». Société Agricole, Scientifique et Littéraire des Pyrénées-Orientales, nº 13, 1863, pàg. 120-124.
- «Le retable de la Chapelle de l'Immaculée Conception dans l'église cathédrale de Saint-Jean de Perpignan». La Semaine religieuse du diocèse de Perpignan, nº 39, 1878.